# Garbräterstraße

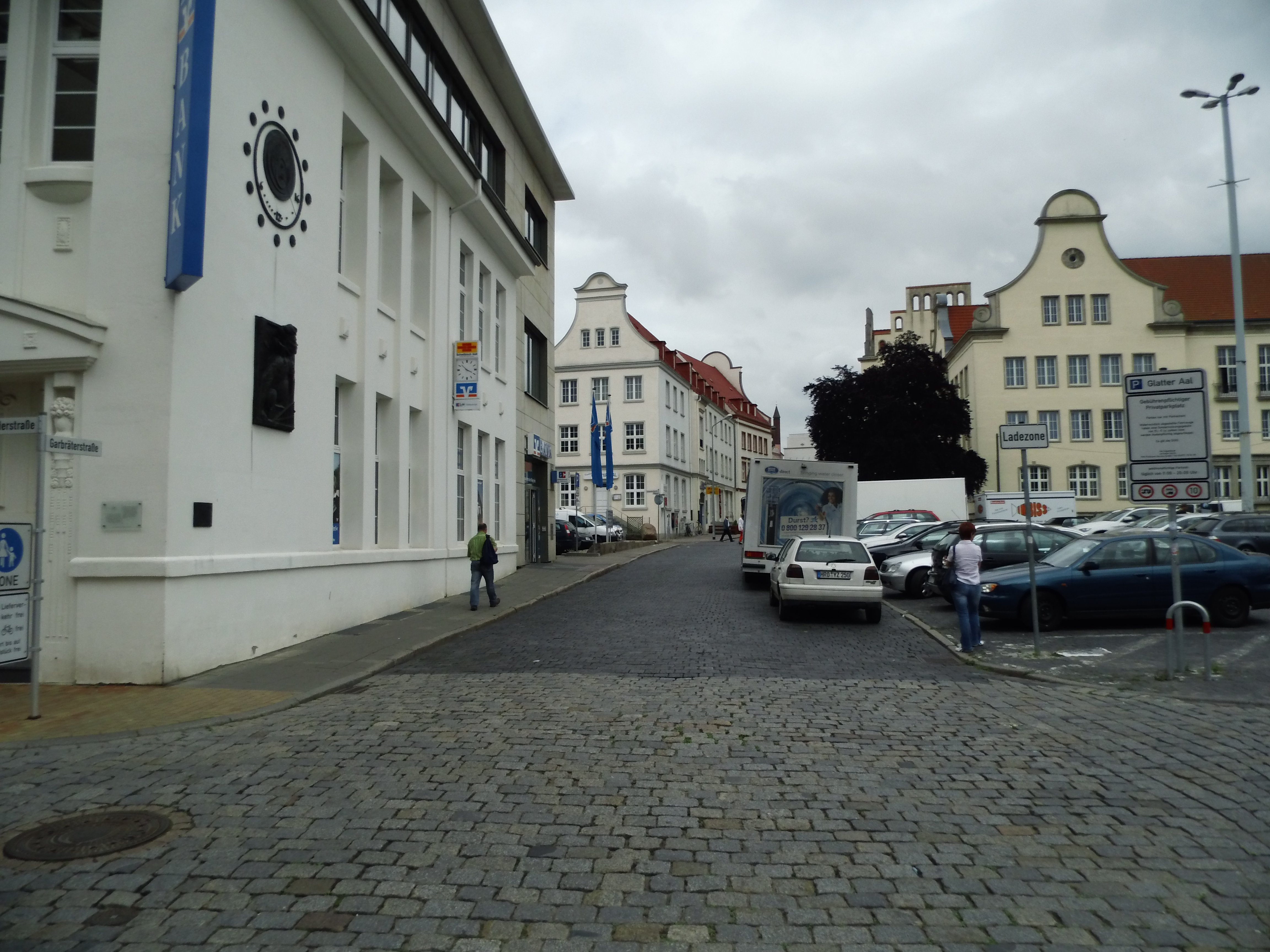
Garbräterstraße, Ecke Buchbinderstraße

Die Rostocker Garbräterstraße ist eine kurze Gasse im historischen Stadtkern der Hansestadt. Östlich geht die Garbrätersraße ab der Kreuzung zur Kistenmacherstraße in den Glatten Aal über, der weiter zum zentralen Neuen Markt führt, westlich ab der Kreuzung zur Buchbinderstraße in den Straßenzug Rostocker Heide. Die Garbräterstraße ist Teil der einstigen Rostocker Mittelstadt.
Die Garbräterstraße wurde 1516 zum ersten Mal erwähnt. Die namensgebenden Garbräter waren Händler, die an der Straße gebratenes Fleisch und Fisch, sowie Wildbret, verkauften. Ihrem Querstraßencharakter entsprechend war die Bebauung der Garbräterstraße recht bescheiden; die Nordseite stellte lediglich die Hinterhöfe der Buchbinder- und Kistenstraße dar, während die Südseite vom Krämerschütting, dem Versammlungshaus der Rostocker Krämer, dominiert wurde. Im 16. Jahrhundert wurde aus dem Krämer- der Pantoffelmacherschütting.
In den Bombennächten Ende April 1942 wurde die Südseite der Garbräterstraße völlig zerstört, während auf der Nordwestseite ein Gebäude des Laager Architekten Paul Korff erhalten blieb. Dieses Haus, in dem sich heute eine Bankfiliale befindet, ist heute das einzige Gebäude in der Garbräterstraße, da die Südseite und die Nordostseite heute als Parkplätze dienen. An der Nordostseite befand sich bis 1942 ein in Rostock seltenes Giebelhaus im Stil der Renaissance.
In jüngster Zeit wurde die Südseite neu bebaut.